# نقشه آسمان

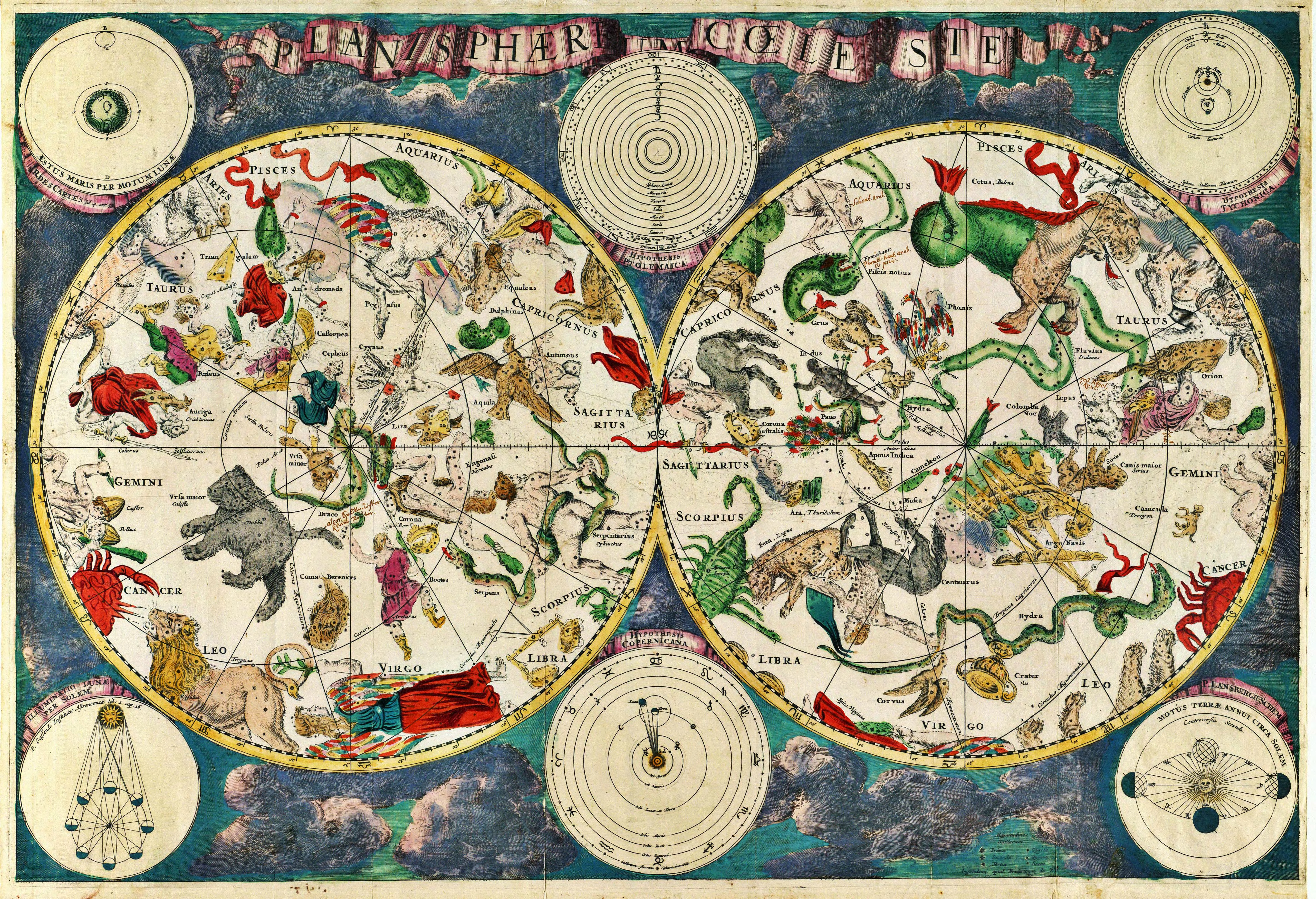
نقشه آسمانی توسط فردریک دی ویت، نقشه‌بردار هلندی، ۱۶۷۰

نقشهٔ آسمان یا نمودار آسمان (به انگلیسی: star chart یا star map) نقشه‌ای است که برای نمایش جایگاه ستارگان، سیاره‌ها و دیگر جرم‌های آسمانی مانند کهکشان‌ها و صورت‌های فلکی در زمان‌های گوناگون شب و سال به کار می‌رود.